# Eliza Wilbur
Eliza Madelina Wilbur Souvielle (21 d'octubre de 1851 – 31 de març de 1930) va ser una destacada científica, astrònoma, botànica, inventora, autora i editora.
Va estudiar al seminari femení Batavia de Nova York i potser va ser la primera dona a impartir classes de ciències a la Universitat Harvard. Va ser membre de l'Associació americana per l'avanç de la ciència i el seu treball es va publicar a revistes i diaris com Scientific American i el New York Herald. Va publicar Continuity (revista).
Wilbur es va casar amb Thomas Basnett i es va traslladar a Marabanong el 1880. Després de la seva mort, el 1886, es va casar amb el francès Mathieu Souvielle, cirurgià de la gola i dels pulmons.
Va escriure Sequel to the Parliament of Religion sobre religions no occidentals amb el pseudònim d’Eban Malcolm Sutcliffe iThe Ulyssiad (Dacosta Publishing Co. de Jacksonville, 1896), una biografia d'Ulysses Grant en vers. Va estar activa en la campanya de sufragi femení, va ser secretària de la llar per a gent gran a Jacksonville durant set anys i va ser vicepresidenta de la sucursal de Jacksonville de la League of American Pen Women. Les seves patents inclouen tres per a telescopis. També va participar en els esforços per dissenyar un avió.